# اراري
اراري رمزها «AR» (بالإنجليزية: Araria)‏ ، هو تقسيم إداري لدولة الهند تتبع ولاية بيهار (بالإنجليزية: Bihar)‏، مركزها هو مدينة اراري (بالإنجليزية: Araria)‏ عدد سكانها حسب تعداد سنة 2001 هو 2,806,200 ، مساحتها 2,829 كم² وكثافة السكان 992 لكل كم² .